# Uładzimir Prakoszyn
Uładzimir Ramanawicz Prakoszyn (biał. Уладзімір Раманавіч Пракошын, ros. Владимир Романович Прокошин, Władimir Romanowicz Prokoszyn; ur. 25 października 1946 w Kabaliczi) – białoruski kołchoźnik i polityk, deputowany do Rady Najwyższej Republiki Białorusi XIII kadencji.

## Życiorys

### Młodość i praca
Urodził się 25 października 1946 roku we wsi Kabaliczi, w rejonie briańskim obwodu briańskiego Rosyjskiej FSRR, ZSRR. W 1970 roku ukończył Białoruską Państwową Akademię Gospodarstwa Wiejskiego. W 1967 roku pracował jako traktorzysta w międzyrejonowym oddziale ochrony roślin. W latach 1968–1969 był inżynierem mechanikiem w kołchozie im. Kirowa w obwodzie briańskim. W latach 1971–1977 pełnił funkcję głównego inżyniera w tym kołchozie. W latach 1977–1983 pracował jako główny inżynier, zastępca przewodniczącego kołchozu, przewodniczący kołchozów różnych profilów. W latach 1983–1985 był zastępcą kierownika Wydziału Rolnictwa Mohylewskiego Obwodowego Komitetu Wykonawczego. W latach 1985–1987 pełnił funkcję przewodniczącego Komitetu Wykonawczego Kryczewskiej Rejonowej Rady Deputowanych Ludowych. W latach 1987–1995 pracował jako dyrektor Mohylewskiego Technikum Sowchozowego. Od 1995 roku był W 1995 roku był dyrektorem Bobrujskiego Kombinatu Miejskiego.
Od 1994 i od 1999 roku był deputowanym do Mohylewskiej Obwodowej Rady Deputowanych Ludowych i do Bobrujskiej Miejskiej Rady Deputowanych Ludowych.

### Działalność parlamentarna
W drugiej turze uzupełniających wyborów parlamentarnych 10 grudnia 1995 roku został wybrany na deputowanego do Rady Najwyższej Republiki Białorusi XIII kadencji z Bobrujskiego-Zachodniego Okręgu Wyborczego Nr 160. 19 grudnia 1995 roku został zarejestrowany przez centralną komisję wyborczą, a 9 stycznia 1996 roku zaprzysiężony na deputowanego. Od 23 stycznia pełnił w Radzie Najwyższej funkcję przewodniczącego Stałej Komisji ds. Budżetu, Podatków, Banków i Finansów. Był bezpartyjny, należał do popierającej prezydenta Alaksandra Łukaszenkę frakcji „Zgoda”. Od 3 czerwca był członkiem grupy roboczej Rady Najwyższej ds. współpracy z parlamentem Republiki Francuskiej. 27 listopada 1996 roku, po dokonanej przez prezydenta kontrowersyjnej i częściowo nieuznanej międzynarodowo zmianie konstytucji, nie wszedł w skład utworzonej przez niego Izby Reprezentantów Zgromadzenia Narodowego Republiki Białorusi I kadencji. Zgodnie z Konstytucją Białorusi z 1994 roku jego mandat deputowanego do Rady Najwyższej zakończył się 9 stycznia 2001 roku; kolejne wybory do tego organu jednak nigdy się nie odbyły.

## Życie prywatne
Uładzimir Prakoszyn jest żonaty i prawosławny.